# Batalla de Jaquijahuana
La batalla de Jaquijahuana enfrentó a las fuerzas de Gonzalo Pizarro y las fuerzas realistas dirigidas por Pedro de la Gasca el 9 de abril de 1548 en la pampa de Jaquijahuana (Pampa de Anta o Sacsahuana, a 25 kilómetros del Cuzco), en la lucha por controlar el recientemente fundado Virreinato del Perú, durante la Gran Rebelión de Encomenderos.

## Antecedentes
Tras la exitosa conquista del Tahuantinsuyo y las diferencias entre los dos conquistadores originales (Francisco Pizarro y Diego de Almagro), estalló una guerra civil entre los conquistadores del Perú, en la que se enfrentaron ambos bandos: los pizarristas y los almagristas. Como resultado de la lucha por el poder, se produjo el asesinato de Francisco Pizarro en 1541, así como la ejecución de su principal antagonista, Diego de Almagro, (1538) y de su hijo, Diego de Almagro el Mozo, (1542), con lo cual desaparecieron los principales gestores de la recientemente fundada Gobernación de Nueva Castilla.
En 1540, el segundo en la línea de los hermanos Pizarro, Hernando Pizarro, retornó a España para defender su posición y la de sus hermanos en el Perú contra las acusaciones de abuso de poder. Sin embargo, su gestión no tuvo éxito y fue encarcelado por orden del rey Carlos I de España. Por su parte, los almagristas cayeron en la batalla de Chupas el 6 de septiembre de 1542 ante las fuerzas realistas dirigidas por Cristóbal Vaca de Castro, gobernador de Nueva Castilla.

## Creación del Virreinato del Perú
En año de 1544 el rey de España envió a su propio representante, Blasco Núñez Vela, como primer virrey del recientemente fundado Virreinato del Perú, que se formó en reemplazo de la Gobernación de Nueva Castilla. Junto con él llegaron los oidores que conformaron la Real Audiencia de Lima. Núñez Vela tenía por encargo imponer la autoridad real en desmedro del poder adquirido por los conquistadores. Así, se le encomendó asegurar el cumplimiento de las Leyes Nuevas, promulgadas en 1542 para proteger a la población nativa del Perú. A pesar de este mandato real, Gonzalo Pizarro se negó a renunciar al poder y a la soberanía sobre el Perú que había recaído en él y en sus hermanos por la Capitulación de Toledo.
El virrey Núñez Vela llegó a Lima, la nueva capital del virreinato, y tomó el cargo el 17 de mayo de 1544. Poco después, encarceló a Cristóbal Vaca de Castro, exgobernador de Nueva Castilla, y lo envió de regreso a España. El 18 de septiembre de 1544, los oidores, instigados por Gonzalo Pizarro, depusieron a Blasco Núñez Vela y lo embarcaron a España. El 28 de octubre, el ejército de Gonzalo Pizarro compuesto por 1200 hombres, entró a Lima; sin embargo, estando en alta mar, Núñez Vela fue liberado y desembarcó en Tumbes, pasando luego a Quito donde reunió un ejército con el que se dirigió al sur para reclamar sus derechos reales como virrey y gobernador de Perú. Luego de algunos movimientos, ambos bandos se enfrentaron el 18 de enero de 1546 en la batalla de Iñaquito, en el actual Ecuador. La superioridad numérica y militar del ejército de Pizarro aseguró su victoria, en la cual Blasco Núñez de Vela fue decapitado en el campo de batalla. Con ello, se inició la lucha entre las fuerzas de Gonzalo Pizarro y las fuerzas realistas por el control del Perú.
Enterado de todos estos sucesos, el rey nombró al clérigo Pedro de la Gasca, célebre por su probidad, como Presidente de la Real Audiencia de Lima. La Gasca partió de España y llegó al Perú en 1547, vía Panamá. No traía ninguna fuerza armada; solo el poder real de otorgar una amnistía para aquellos que hubieran cometido traición a la Corona española y que quisieran sumarse a conformar un ejército realista. Proclamó también que suspendería las Leyes Nuevas, cuya imposición había originado que gran cantidad de encomenderos se sumaran al bando rebelde de Gonzalo Pizarro. De ese modo, pronto La Gasca formó un ejército propio.

## Desarrollo de la batalla
Entre los capitanes leales al Rey que se sumaron a las fuerzas de La Gasca destacó Alonso de Alvarado, el conquistador de Chachapoyas. Finalmente, tras algunas escaramuzas iniciales, la batalla que aseguraría el control del Perú fue inevitable. Los dos ejércitos se encontraron cerca en la Pampa de Anta o Sacsahuana (denominado por los españoles "Jaquijahuana"), cerca del Cuzco. Al momento de principiar la batalla, las fuerzas de Pizarro eran inferiores en número y prácticamente todas se pasaron al ejército de La Gasca, iniciando en desbande el oidor Diego Vásquez de Cepeda y el capitán Sebastián Garcilaso de la Vega, por lo que no hubo mayor lucha. Gonzalo Pizarro, junto con su comandante más leal, Francisco de Carvajal, apodado el "Demonio de los Andes", fueron capturados en el campo de batalla y decapitados.
Después de la victoria, de la Gasca hizo más esfuerzos para consolidar el control sobre Perú que siguió siendo un virreinato hasta su independencia a inicios del siglo XIX.